# Svečinskij rajon
Lo Svečinskij rajon (in russo Свечинский район?) è un rajon dell'Oblast' di Kirov, nella Russia europea. Istituito nel 1929, il cui capoluogo è Sveča.